# Hunts Point (Bronx)
Hunts Point è un quartiere situato nel South Bronx a New York. Il quartiere fa parte del Bronx Community Board 2, ed è sede di una delle più grandi strutture di commercio alimentare del mondo, l'Hunts Point Cooperative Market. I suoi confini a partire da nord in senso orario sono: Bruckner Expressway, il fiume Bronx, e l'East River. Il codice postale di riferimento è 10474. L'area è di competenza del 41º distretto di polizia del NYPD, situato al n. 1035 di Longwood Avenue a Longwood.

## Storia

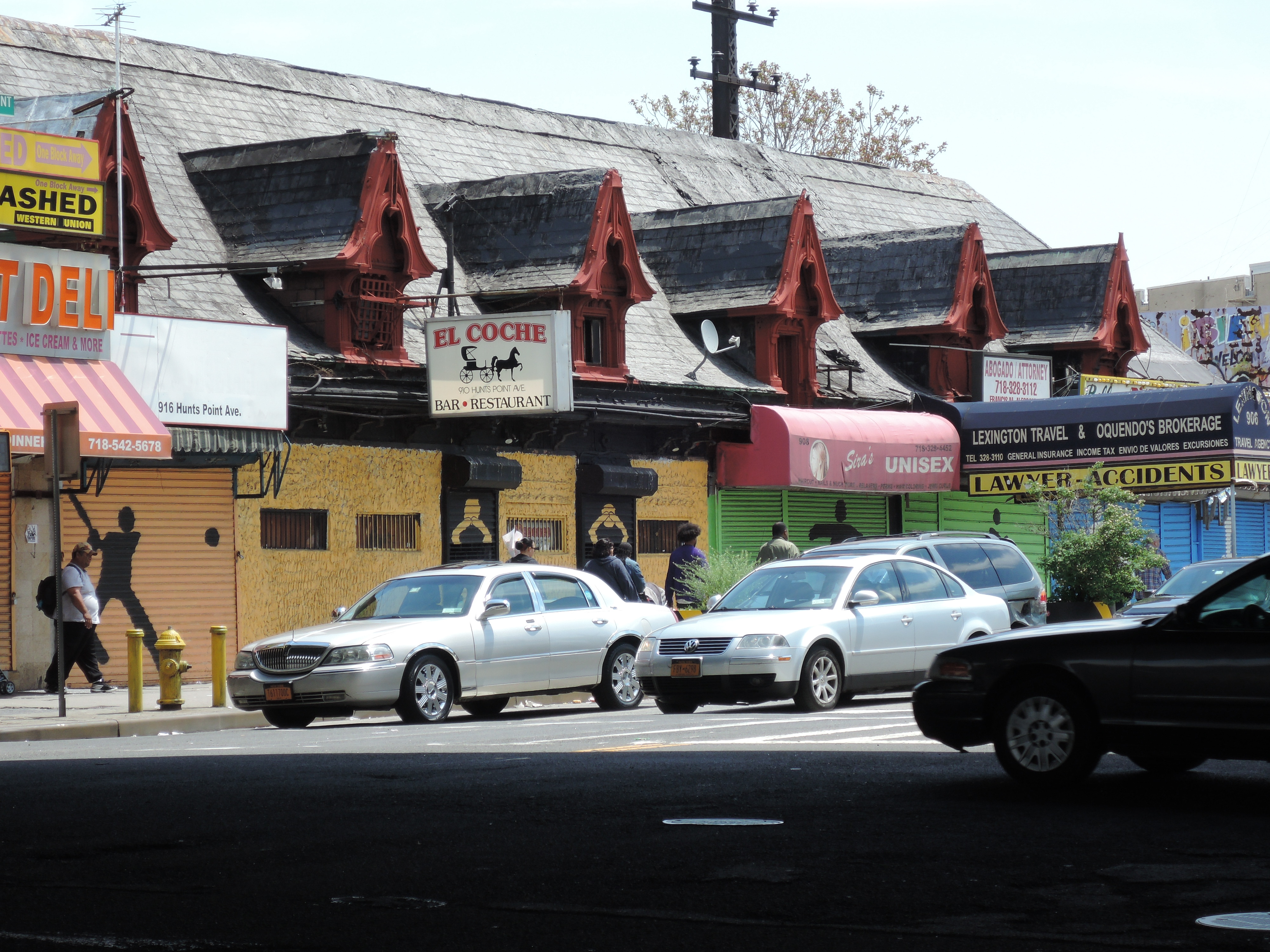
L'ex stazione di Hunt's Point della ferrovia New York, Westchester and Boston Railway, ora adibita a centro commerciale

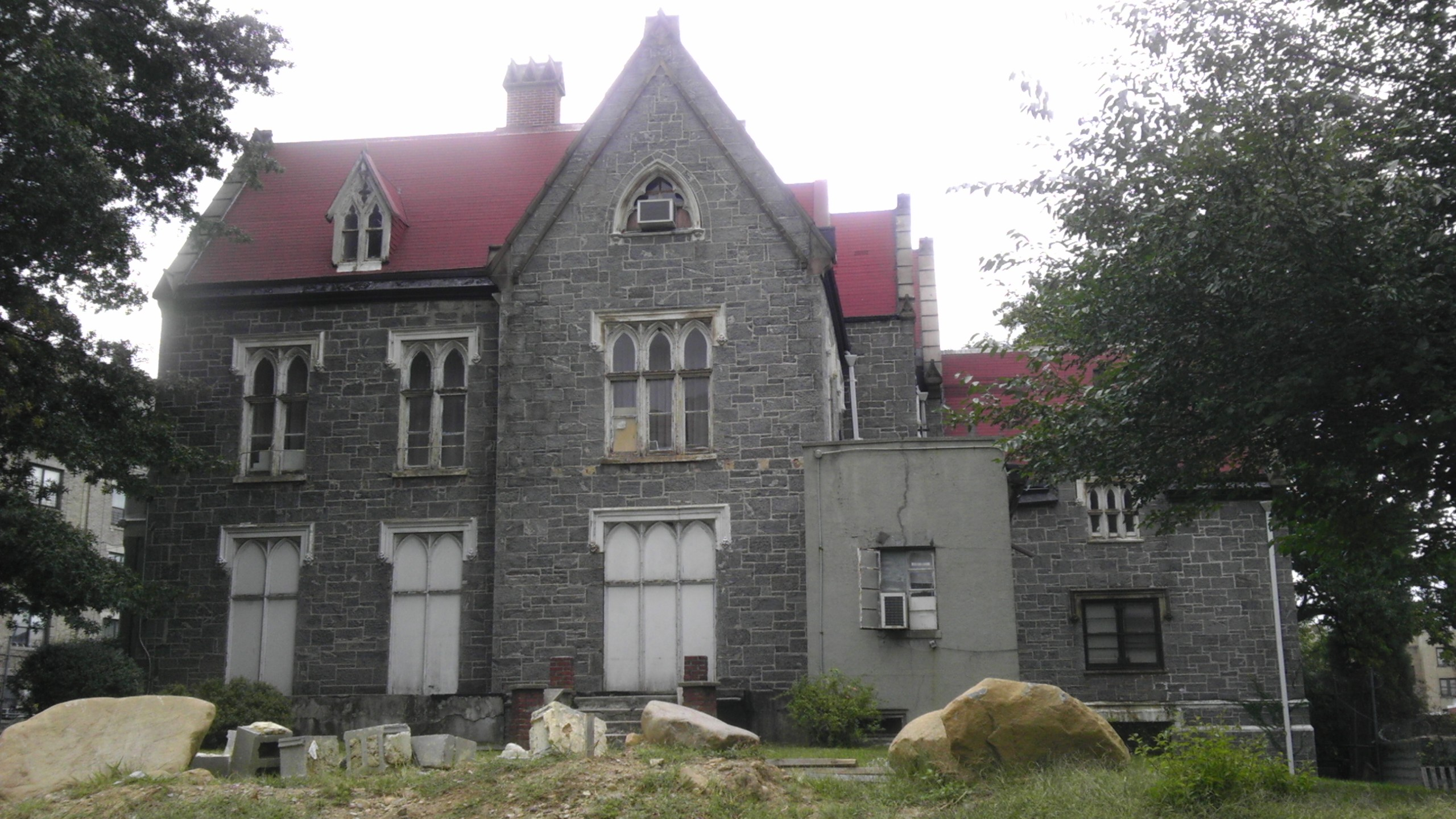
Sunnyslope, dimora storica situata a Hunts Point

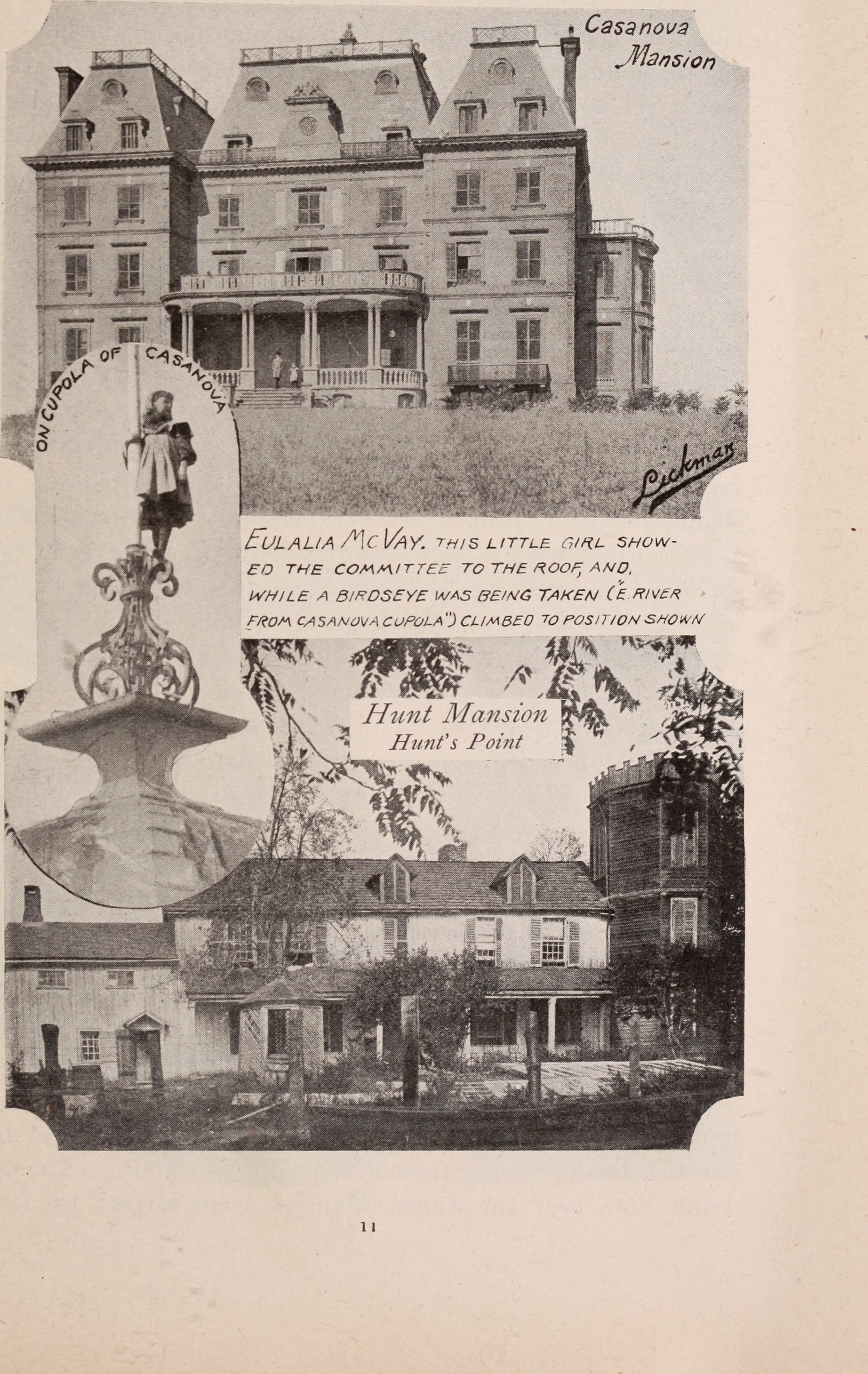
Casanova Mansion e Hunt Mansion, fine ottocento

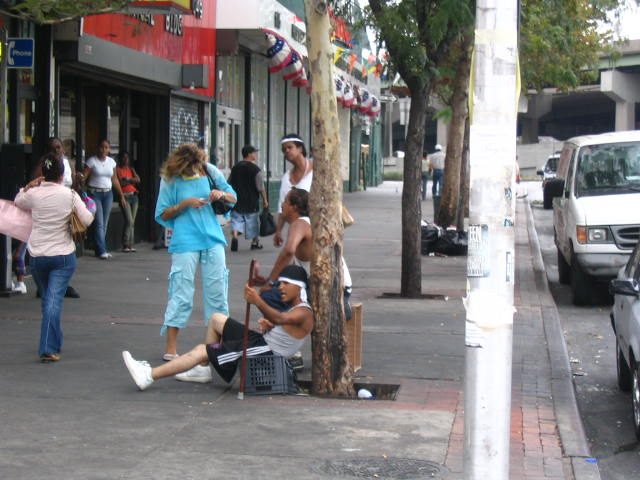
Una strada di Hunts Point

Gli europei si stabilirono a Hunts Point nel 1663. In quel tempo, Edward Jessup e John Richardson arrivarono sulla penisola ed acquistarono il territorio dalla tribù indigena dei Wekkguasegeeck. Dopo la morte di Jessup, la sua vedova Elizabeth, affidò la gestione dell'area a suo genero Thomas Hunt Jr., dal quale deriva il nome "Hunts Point".
Nel periodo intercorso tra l'amministrazione degli Hunt e il 1850, molte altre prestigiose famiglie occuparono la zona. La leggenda vuole che George Fox (1624–1691), fondatore della "Society of Friends" (comunemente noti come "Quaccheri"), qui esercitasse le sue funzioni nel 1672. William H. Fox, un discendente del fondatore dei Quaccheri, e sua moglie Charlotte Leggett, furono i proprietari di gran parte dell'odierno Hunts Point.
Col passare del tempo, molti abitanti di New York si accorsero di Hunts Point, e si stabilirono nell'area tra il 1850 e il 1900. Più tardi, la proprietà finì nelle mani del genero di Fox e Leggett, H.D. Tiffany, un membro della famiglia che possedeva il famoso negozio di gioielli e arti decorative Tiffany & Co. (ora sulla Fifth Avenue a Manhattan). Fox, Tiffany e Leggett Streets prendono il nome da questi ex proprietari terrieri. Nel 1909, Villa Fox è stata demolita.
Lo status di Hunts Point come casa e luogo di vacanza per l'élite della città arrivò a una fine piuttosto brusca nel periodo successivo alla prima guerra mondiale. In quel periodo, venne costruita la linea IRT Pelham della metropolitana lungo Southern Boulevard. Gli edifici residenziali sostituirono le ville, le strade sostituirono i prati e Hunts Point divenne un crogiolo per le masse della città.
Oltre ad essere un periodo di crescita residenziale per Hunts Point, il XX secolo fu anche un periodo di espansione industriale per la zona. Mentre sempre più persone si trasferivano nel quartiere, gli imprenditori della città cominciarono a rendersi conto dei vantaggi di localizzare le loro industrie a Hunts Point. Tra i fattori che contribuirono alla crescita industriale, ci furono le linee ferroviarie esistenti che attraversano l'area di Hunts Point e l'abbondanza di spazio disponibile per lo sviluppo di attività industriali e commerciali.
Con l'apertura nel 1967 del New York City Produce Market e del Hunts Point Meat Market nel 1974, Hunts Point divenne con successo una zona industriale. L'Hunts Point Industrial Park ospita oltre 800 attività commerciali che offrono un'ampia gamma di prodotti e servizi.
Tuttavia, nella seconda metà del XX secolo, il quartiere degenerò velocemente nel degrado creando problemi alla comunità residente. Caratterizzata da frequenti incendi di carattere doloso e dall'allontanamento graduale a partire dagli anni sessanta dei ceti più elevati, l'area divenne uno dei quartieri più malfamati della città. Le condizioni di vita si fecero così difficili da costringere circa 60,000 residenti, approssimativamente due terzi dell'intera popolazione, ad abbandonare la zona durante gli anni settanta.

## Popolazione

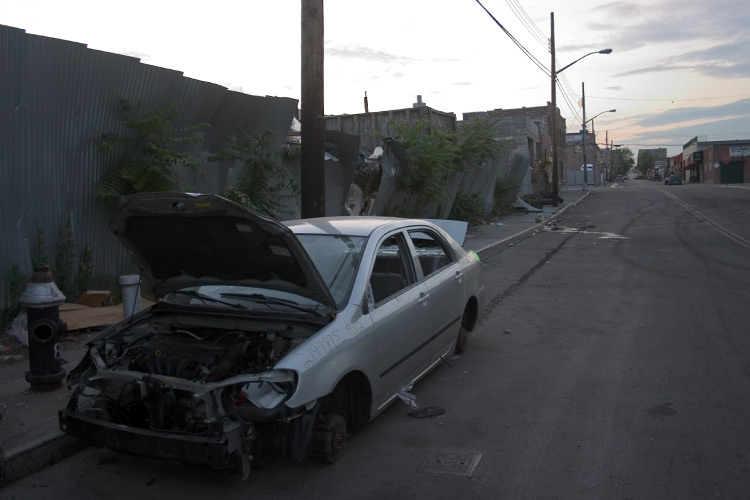
Scene di degrado urbano a Hunts Point

Basandosi sui dati del censimento del 2010, la popolazione di Hunts Point era formata da 27,204 persone, con un incremento di 2,062 (8.2%) individui rispetto al 2000.
I residenti del quartiere sono: 1.3% (342) bianchi, 22.2% (6,049) afroamericani, 74.6% (20,305) latinoamericani, 0.2% (65) nativi americani, 0.7% (187) asiatici, e percentuali minime di altre etnie.
Hunts Point è prevalentemente abitata da portoricani, con percentuali minori di afroamericani, dominicani, e messicani. Circa le metà della popolazione del quartiere vive in condizioni di indigenza al di sotto della soglia di povertà.

## Criminalità

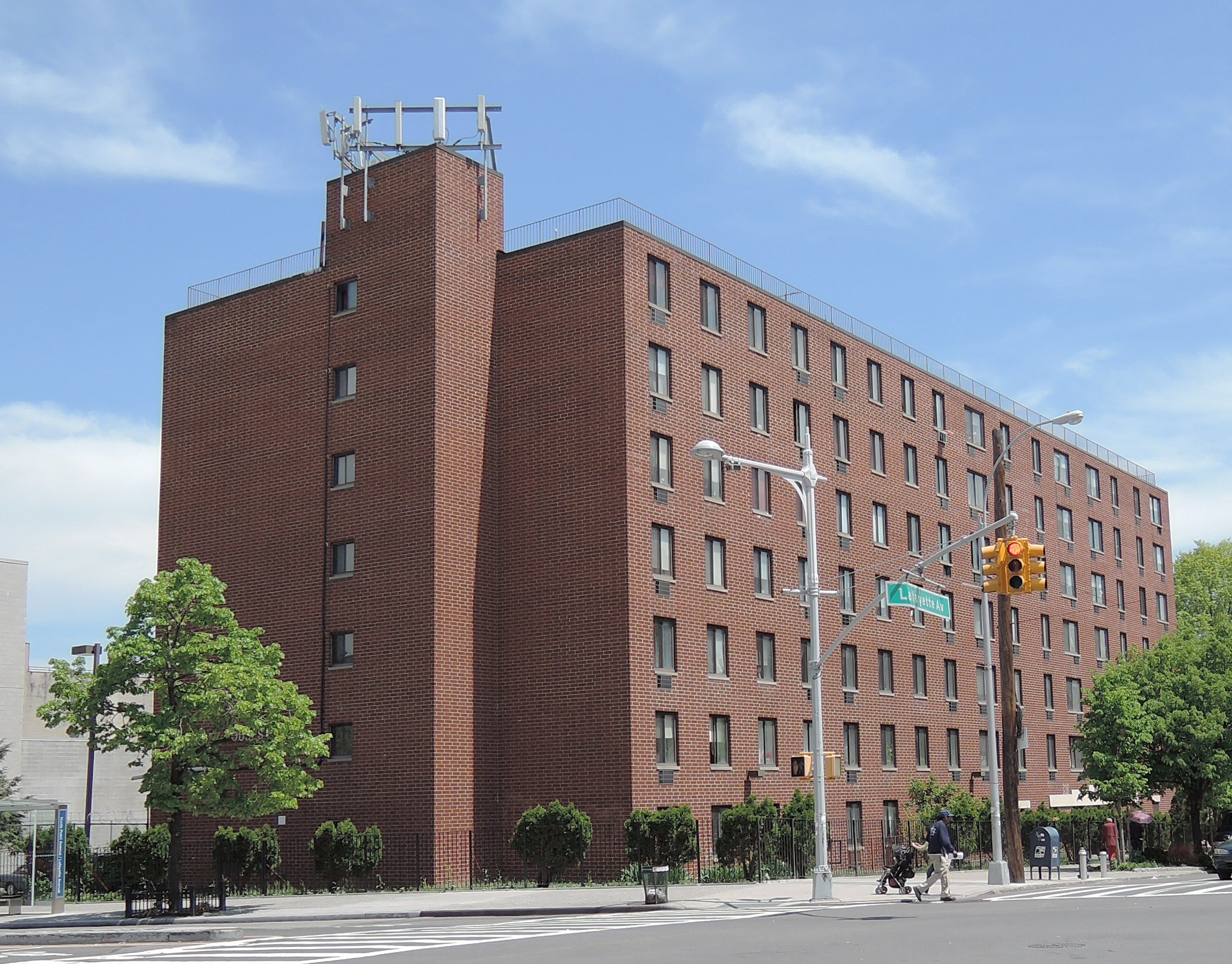
Edifici su Lafayette Avenue

Hunts Point è stata una zona malfamata per anni, che ha sofferto di un alto tasso di criminalità e di indigenza, essendo una delle aree più povere di New York, con circa la metà della popolazione sotto la soglia di povertà.
Molto diffusi sono lo spaccio e il consumo di sostanze stupefacenti, e molti tossicodipendenti risiedono nella comunità. La zona è inoltre nota per la diffusione della prostituzione. Il canale HBO produsse quattro documentari sulla prostituzione a Hunts Point, il più recente dei quali, Hookers at the Point, datato aprile 2002. Nel 2008, un network locale realizzò un documentario in due parti sulla vita delle prostitute e dei prostituti tossicodipendenti che vivono nel quartiere.

## Istituzioni culturali
Da quando l'arte di strada ha cominciato ad emergere a Hunts Point, grazie ad istituzioni culturali come il THE POINT Community Development Corporation, la Bronx Academy of Arts and Dance (BAAD), e il MUD/BONE STUDIO 889, il quartiere sta subendo una certa riqualificazione. Il THE POINT, situato in una vecchia ex-fabbrica di bagel, fornisce spazi per eventi culturali, mostre e gallerie d'arte, programmi di doposcuola per i bambini della comunità, ed incontri di vicinato atti alla socializzazione e alla solidarietà.

## Hunts Point Food Distribution Center
Hunts Point è sede di uno dei più grandi mercati al mondo, con una superficie di 1,33 Km2. Il macello e il mercato della carne aprirono rispettivamente nel 1967 e 1974. Nel 2005, Hunts Point divenne anche sede del mercato del pesce New Fulton Fish Market, che sostituì il vecchio mercato del pesce situato a Downtown Manhattan. Oltre 800 aziende, che danno lavoro a più di 25,000 lavoratori, hanno sede nella penisola. Una grande concentrazione di rivenditori di carne, e lavorazione alimentare sono localizzati a New York nella zona industriale del parco.

## Parchi
Hunts Point Riverside Park è curato dal Majora Carter dal 2000, e dopo diverse iterazioni, ha vinto il Rudy Bruner Award 2009 per l'eccellenza negli spazi pubblici.
Il Joseph Rodman Drake Park viene attualmente riconosciuto come sito storico per la presenza di una fossa comune come luogo di sepoltura di molti schiavi afroamericani dell'epoca dello schiavismo.
Il parco più grande di Hunts Point è il Barretto Point Park sulle sponde dell'East River. Offre zone di pesca, siti di canottaggio, e una piscina durante la stagione estiva. Sono inoltre presenti campi da pallavolo e da basket, un piccolo anfiteatro, e aree di ristoro.

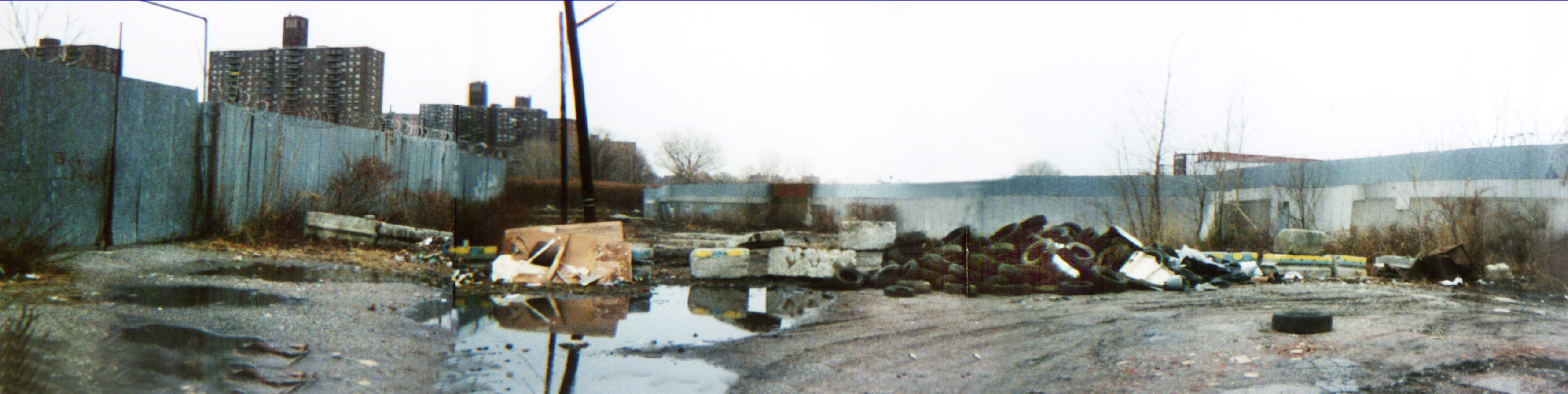
Riverside Park prima della riqualificazione

## Istruzione

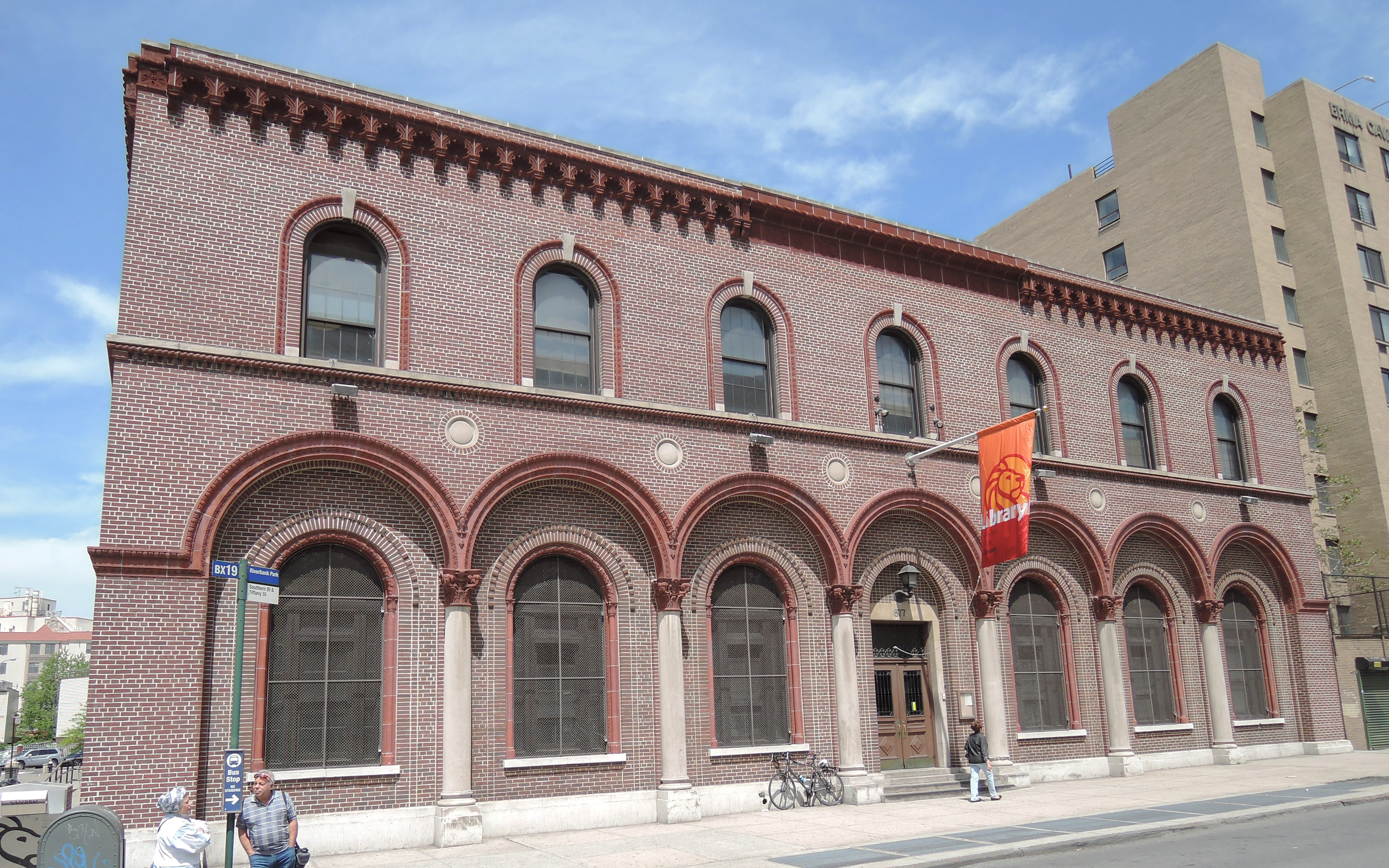
La biblioteca di Longwood

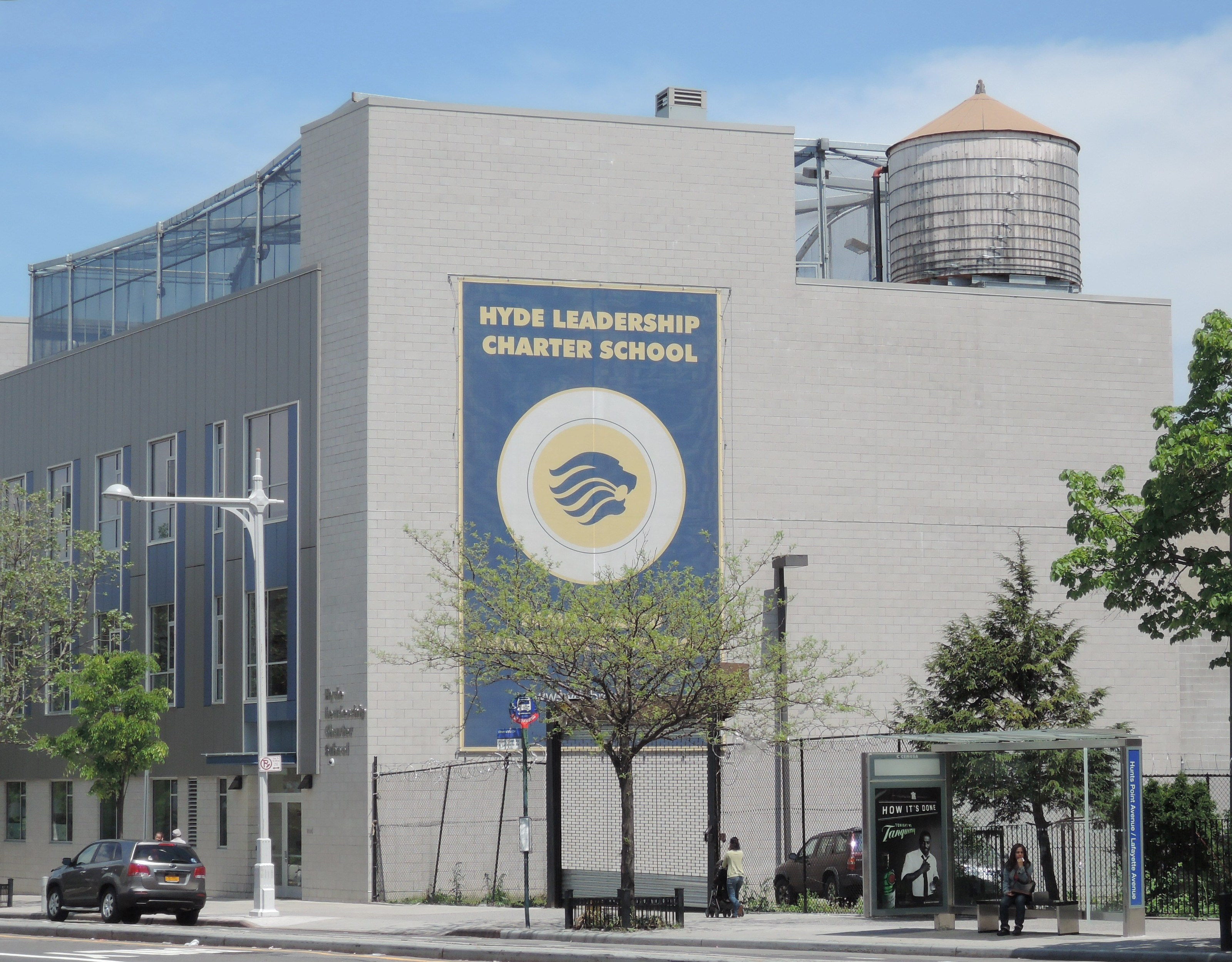
Istituto Hyde Leadership Charter Sch HPA

### Biblioteca
L'edificio dove sorge il distaccamento di Hunts Point della New York Public Library fu completato nel 1929. La struttura venne disegnata dallo studio Carrère & Hastings, gli stessi architetti della sede principale della biblioteca, in stile rinascimentale, con sette archi in mattoni sulla facciata. Nell'aprile 2009, la New York Landmarks Preservation Commission classificò l'edificio come palazzo storico di New York City, citandone il design, la storia, e l'importanza culturale.

### Scuole
La Bronx Charter School for the Arts, la Bronx Lighthouse Charter School, la Hyde Leadership Charter School, la South Bronx Classical Charter School,e la UA Bronx Studio School for Writers and Artists hanno sede a Hunts Point. Nel settembre 2011, la Hyde Leadership Charter School ha aperto la propria sede a Hunts Point Avenue, primo college preparatorio alla scuola superiore ad aprire a Hunts Point in circa 30 anni.
Altre scuole presenti sul territorio sono: John V. Lindsay Wildcat Academy Charter School, MS201 Theatre Arts & RSCH (fino al 2008, ora conosciuta come MS 424), P352 at 201 Vida Bogart School, PS 352, PS 48 Joseph R Drake, St. Ignatius School e Wildcat Second Opportunity School. La IS 217, The School of Performing Arts, ha anch'essa sede a Hunts Point in Tiffany Street.

## Infrastrutture e trasporti
Le seguenti stazioni della metropolitana di New York City servono Hunts Point:
- Longwood Avenue
- Hunts Point Avenue
- Whitlock Avenue

I seguenti autobus della MTA Regional Bus Operations servono la zona di Hunts Point:
- Pelham Bay Park (via Bruckner Blvd e Story Avenue)
- Bx6 Select Bus Service a Washington Heights o Hunts Point Cooperative Market (via Hunts Point Avenue)
- Longwood o Hunts Point Cooperative Market (via Longwood Avenue e Tiffany Street)